# Eero Heinonen
Eero Heinonen (Helsinki; 27 de noviembre de 1979) es un músico finlandés, miembro de la banda de rock The Rasmus, en donde es el bajista. Además, es el líder, vocalista y bajista de la banda Hay & Stone.

## Biografía
Nació el 27 de noviembre de 1979 en Helsinki. Comenzó a tocar el bajo a los nueve años.
Fue miembro de The Rasmus desde su creación, cuando él y los demás miembros del grupo (Lauri Ylönen, Pauli Rantasalmi y Janne Heiskanen) estaban en la secundaria y eran grandes amigos. En 1999, Heiskanen dejó el grupo y Aki Hakala se unió a ellos.
Es seguidor de una rama hinduista, y es una persona tranquila. Ha comentado que anteriormente disfrutaba emborrachándose y yendo a fiestas, pero que luego se dio cuenta de que no era lo mejor para sí mismo y decidió dejarlo. Practica yoga como método de relajación.
Actualmente también es parte de otra banda llamada Hay & Stone, donde es el bajista y cantante principal.
Desde 2003 está casado con una australiana llamada Jessica. Él y su pareja tienen dos hijas.